# Frank Furedi

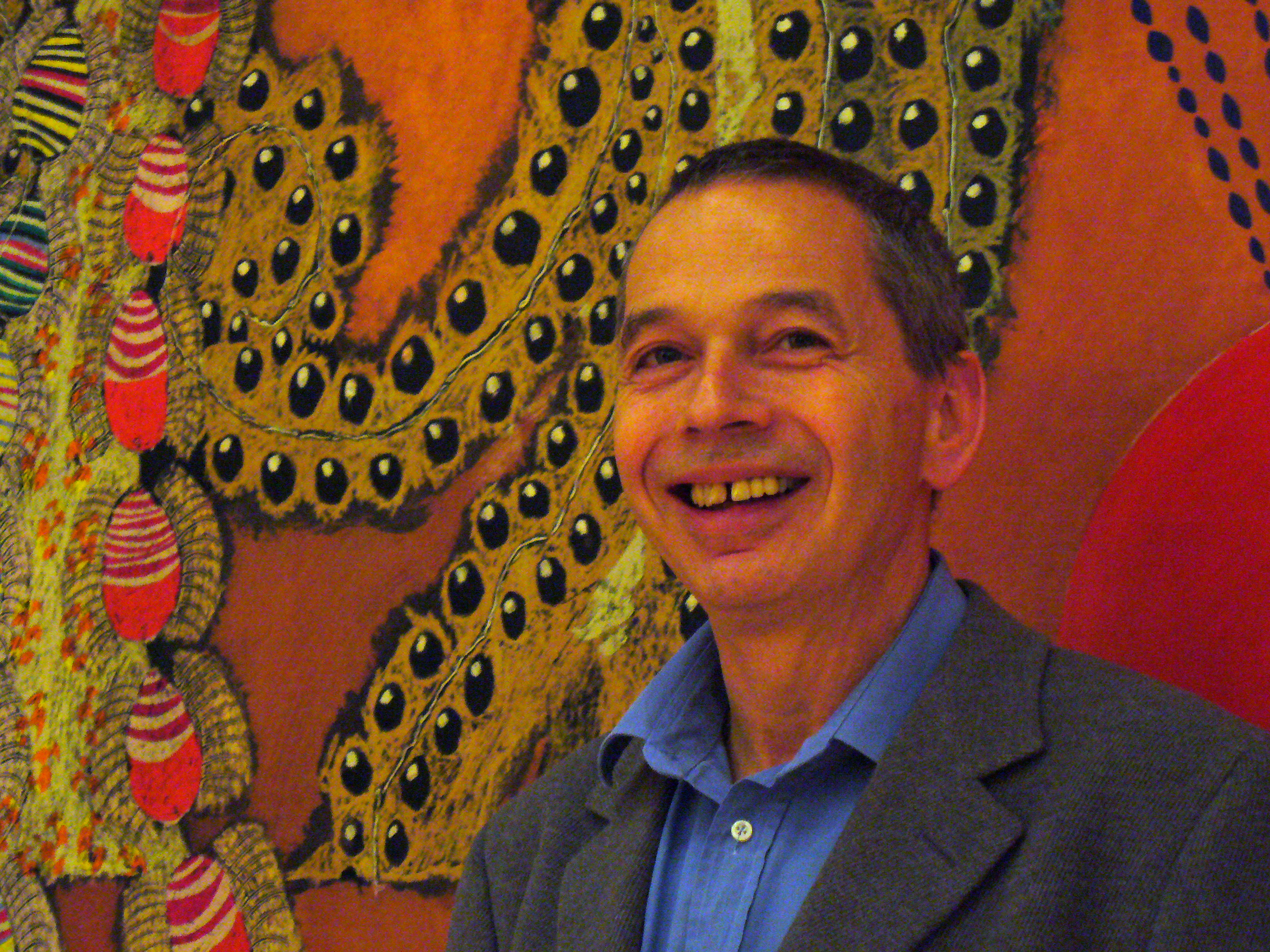
Frank Furedi

Frank Furedi (ur. 1948) – brytyjski socjolog pochodzenia węgierskiego. Na Zachód wyemigrował wraz z rodzicami po powstaniu 1956 roku. W latach 70. zamieszkał w Wielkiej Brytanii i był związany z radykalną lewicą. Obecnie jest profesorem socjologii na Uniwersytecie Kent.

## Publikacje
- The Soviet Union Demystified: A Materialist Analysis, Junius Publications, 1986
- The Mau Mau War in Perspective, James Currey Publishers, 1989
- Mythical Past, Elusive Future: History and Society in an Anxious Age, Pluto Press, 1991
- The New Ideology of Imperialism: Renewing the Moral Imperative, Pluto Press, 1994
- Colonial Wars and the Politics of Third World Nationalism, IB Tauris, 1994
- Culture of Fear: Risk Taking and the Morality of Low Expectation, Continuum International Publishing Group, 1997
- Population and Development: A Critical Introduction, Palgrave Macmillan, 1997
- The Silent War: Imperialism and the Changing Perception of Race, Pluto Press, 1998
- Courting Mistrust: The Hidden Growth of a Culture of Litigation in Britain, Centre for Policy Studies, 1999
- Paranoid Parenting: Abandon Your Anxieties and Be a Good Parent, Allen Lane, 2001
- Therapy Culture: Cultivating Vulnerability in an Uncertain Age, Routledge, 2003
- Where Have All the Intellectuals Gone?: Confronting Twenty-First Century Philistinism, Continuum International Publishing Group, 2004
- The Politics of Fear. Beyond Left and Right, Continuum International Publishing Group, 2005
- Invitation to Terror: The Expanding Empire of the Unknown, Continuum International Publishing Group,2007

## Tłumaczenia prac na j. polski
- Gdzie się podziali wszyscy intelektualiści?, Warszawa 2008, PIW, s. 166, seria Biblioteka Myśli Współczesnej, ISBN 978-83-06-03115-7